# Martin-chasseur sylvain
Tanysiptera sylvia
Espèce
Statut de conservation UICN

 LC  : Préoccupation mineure

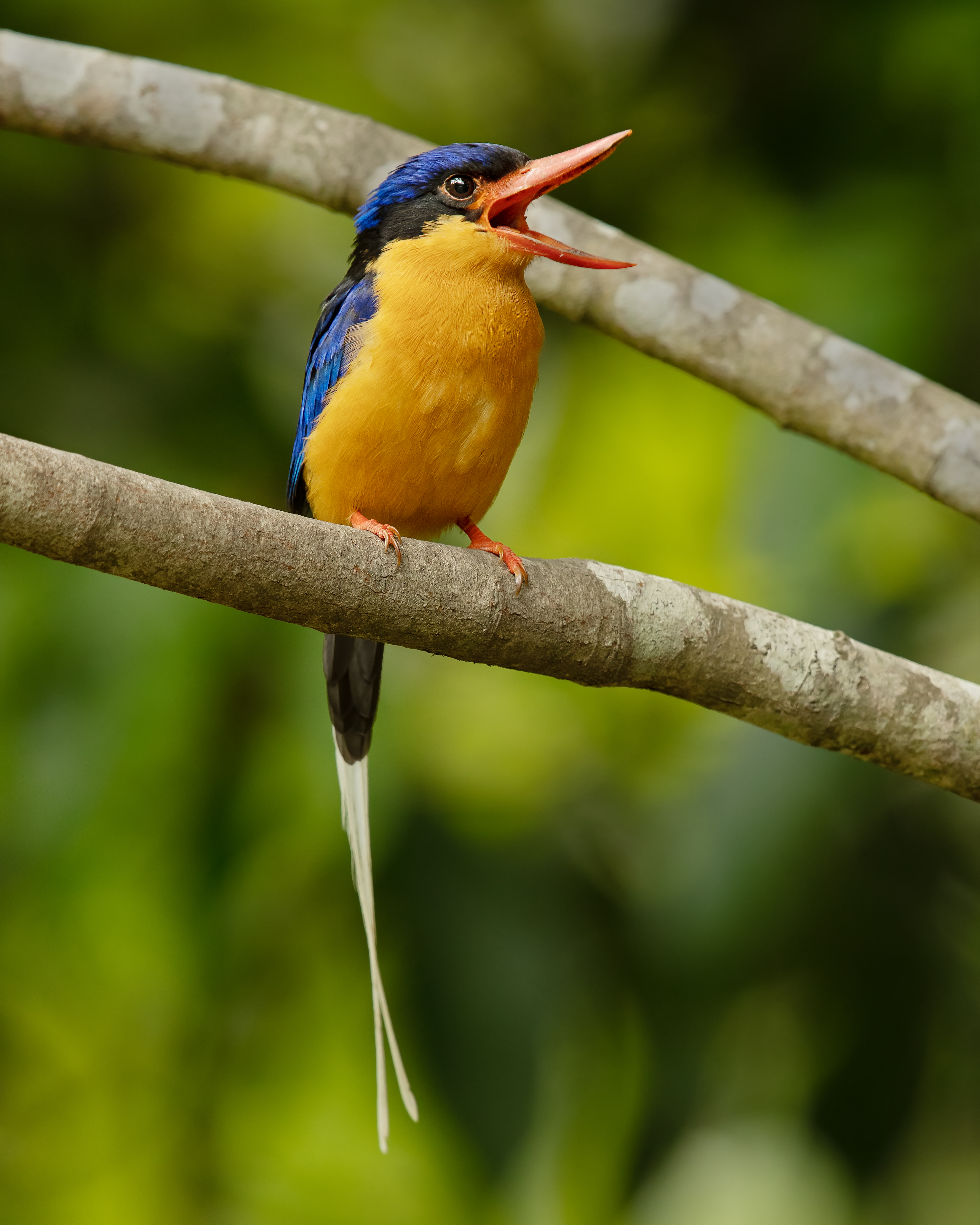
Un martin-chasseur sylvain dans le Queensland en Australie. Janvier 2020.

Le Martin-chasseur sylvain (Tanysiptera sylvia) est une espèce d'oiseau de la famille des Alcedinidae.
Cet oiseau vit dans le sud-est de la Papouasie-Nouvelle-Guinée et au Queensland.